# Cucur
Cucur es una localidad peruana ubicada en el distrito de La Matanza, perteneciente a la provincia de Morropón del departamento de Piura, al norte del Perú. 

## Ubicación
Cucur se ubica al suroeste de la provincia de Morropón, en el distrito de La Matanza, en el departamento de Piura.

## Demografía
En 2017 Cucur tenía una población de 26 habitantes.
| Gráfica de evolución demográfica de Cucur entre 1993 y 2017 |
|                                                             |
| Fuentes: Población 1993 y 2017                              |